# 碇義朗
碇 義朗（いかり よしろう、1925年〈大正14年〉12月21日 - 2012年〈平成24年〉10月16日）は、日本の航空・自動車研究家、著作家である。

## 概要
鹿児島県奄美大島生まれ。東京都立航空工業学校（現：東京都立産業技術高等専門学校）卒業後、1942年（昭和17年）12月より陸軍航空技術研究所に勤務。戦後、横浜工業専門学校（現：横浜国立大学）卒業。
航空機・自動車研究家として各誌に執筆。著書に 『最後の撃墜王』『紫電改の六機』『陸軍「隼」戦闘機』『戦闘機入門』『最後の二式大艇』『夢の超特急走る』『ハイブリッドカーの時代』『ペルシャ湾の軍艦機』『飛龍天に在り』など多数。カナダで零戦、99式艦爆の復元に協力した他、外地に残る旧日本軍機の調査に尽力した。
アメリカ航空史協会会員、アメリカ空軍歴史財団会員、カナダ・カーマン名誉市民。

## 著書

### 1970年代
- 『生きている零戦』読売新聞社、1970年。
- 『陸軍「隼」戦闘機 燦たり、不滅の翼』サンケイ出版〈第二次世界大戦ブックス別巻〉、1973年。
- 『陸軍「隼」戦闘機 燦たり、不滅の翼』サンケイ新聞社出版局〈第二次世界大戦ブックス別巻〉、1973年。
- 『限りなき挑戦 ロータリー車の過去・現在・未来』モーターマガジン出版社、1973年6月。
- 『戦闘機「紫電改」』白金書房、1975年。
- 『戦闘機入門』広済堂出版〈広済堂ブックス〉、1976年。
- 『戦闘機疾風』白金書房、1976年。
- 『日本の戦闘機 「零戦」から「疾風」まで』徳間書店〈トクマブックス〉、1977年。
- 『戦闘機 疾風』広済堂出版〈広済堂ブックス〉、1977年。
- 『戦闘機 紫電改』広済堂出版〈広済堂ブックス〉、1977年。
- 『零戦 ゼロファイターのすべて』ワールドフォトプレス〈WILD BOOK クライマックスシリーズ〉、1977年1月。
- 『クルマの読み方買い方 常識のウソを見破る45のポイント』ダイヤモンド社、1978年。
- 『最後の二式大艇 海軍飛行艇の記録』文芸春秋、1979年。
- 『創造への試走 新車開発46人の証言』ダイヤモンド社〈サイエンスブックス〉、1979年2月。
- 『さらば空中戦艦・富岳 幻のアメリカ本土大空襲』徳間書店、1979年12月。
- 『カーライフのすべて』広済堂出版〈新しい生活全書〉、1979年12月。

### 1980年代
- 『戦闘機 飛燕』広済堂出版〈広済堂ブックス〉、1980年。
- 『戦闘機 隼』広済堂出版〈広済堂ブックス〉、1980年。
- 『幻の戦闘機 秋水.火竜.烈風.震電…開発の記録』サンケイ出版〈第二次世界大戦ブックス〉、1980年8月。
- 『紫電改 日本海軍、最強の戦闘機』サンケイ出版〈第二次世界大戦ブックス〉、1980年12月。
- 『新司偵 連合軍を震感させた戦略偵察機』サンケイ出版〈第二次世界大戦ブックス〉、1981年4月。
- 『日本の自動車工業 比較研究 先進9社の生産技術』日本能率協会、1981年8月。
- 『第一車両設計部 ブルーバードの男たち』文芸春秋、1981年12月。
- 『ドキュメント 東洋工業の反撃 ひと味ちがうクルマづくりに賭ける男たち』ダイヤモンド社、1982年7月。
- 『スカイラインに賭けた男たち』創隆社、1982年11月。
- 『開発ナンバー179A カローラの道』文芸春秋、1983年4月。
- 『二式大艇 精鋭、海軍飛行艇』サンケイ出版〈第二次世界大戦ブックス〉、1983年6月。ISBN 4-383-02243-X。
- 『エンジンによるクルマ選び みせかけの「走り」と経済性にだまされるな』プレジデント社〈イルカの本〉、1984年4月。ISBN 4-8334-4011-3。
- 『トヨタ対日産 新車開発の最前線 システムとリーダーシップを現場に追う』ダイヤモンド社、1985年2月。
- 『海軍空技廠 誇り高き頭脳集団の栄光と出発 上』光人社、1985年7月。ISBN 4-7698-0275-7。
- 『海軍空技廠 誇り高き頭脳集団の栄光と出発 下』光人社、1985年7月。ISBN 4-7698-0276-5。
- 『燃えるホンダ技術屋集団 本田技術研究所の創造現場をゆく』ダイヤモンド社、1986年1月。ISBN 4-478-33008-5。
- 『マツダの新車開発戦略 チャレンジする"山本学校"』ダイヤモンド社、1986年8月。ISBN 4-478-33011-5。
- 『幻の戦闘機 「零戦」後の陸海軍機の開発秘録』サンケイ出版〈世界大戦文庫スペシャル〉、1986年7月。ISBN 4-383-02514-5。
- 『スカイラインに賭けた男たち』旺文社〈旺文社文庫〉、1986年12月。ISBN 4-01-064410-9。
- 『紫電改の六機 若き撃墜王と列機の生涯』光人社、1987年7月。ISBN 4-7698-0351-6。
- 『日産・意識大革命 巨大企業になにが起こったか』ダイヤモンド社、1987年11月。ISBN 4-478-30024-0。
- 『私はこうしてクルマをつくった トヨタvs.日産新車開発リーダー50人の主張と実践』ダイヤモンド社、1988年7月。ISBN 4-478-38015-5。
- 『三菱自動車全開 「攻め」に転じたグローバル戦略』ダイヤモンド社、1988年11月。ISBN 4-478-38018-X。
- 『海軍技術者たちの太平洋戦争 「海軍空技廠」技術者とその周辺の人々の物語』光人社、1989年7月。ISBN 4-7698-0441-5。
- 『海軍空技廠 誇り高き頭脳集団の栄光と出発 新装版』光人社、1989年7月。ISBN 4-7698-0447-4。
- 『大手を食う男桜井真一郎の挑戦』ダイヤモンド社、1989年12月。ISBN 4-478-38020-1。

### 1990年代
- 『先駆者の条件 ロータリーエンジン開発に燃えた〈マツダ〉の20年』HBJ出版局、1990年10月。ISBN 4-8337-3066-9。
- 『海軍機関学校八人のパイロット 蒼空と群青の海に刻まれた青春』光人社、1991年2月。ISBN 4-7698-0547-0。
- 『最後の撃墜王 紫電改戦闘機隊長菅野直の生涯』光人社、1991年12月。ISBN 4-7698-0588-8。
- 『三菱重工21世紀への挑戦 世界最強をめざす技術集団』日本能率協会マネジメントセンター、1993年1月。ISBN 4-8207-0884-8。
- 『超高速に挑む 新幹線開発に賭けた男たち。』文芸春秋、1993年2月。ISBN 4-16-347190-1。
- 『最後の戦闘機紫電改 起死回生に賭けた男たちの戦い』光人社、1994年1月。ISBN 4-7698-0671-X。
- 『飛竜天に在り 航空母艦「飛竜」の生涯』光人社、1994年12月。ISBN 4-7698-0700-7。
- 『パジェロ革命 時代を変えた開発者たち』ダイヤモンド社、1994年12月。ISBN 4-478-38028-7。
- 『トヨタ・クラウン物語 国産車の頂点をきわめた半世紀の挑戦』ダイヤモンド社、1996年4月。ISBN 4-478-38032-5。
- 『新司偵 キ46技術開発と戦歴』光人社〈光人社NF文庫〉、1997年6月。ISBN 4-7698-2161-1。
- 『迎撃戦闘機「雷電」 B29搭乗員を震撼させた海軍局地戦闘機始末 Interceptor:code name "Jack"』光人社、1997年7月。ISBN 4-7698-0825-9。
- 『八機の機関科パイロット 海軍機関学校五十期の殉国』光人社〈光人社NF文庫〉、1997年9月。ISBN 4-7698-2172-7。
- 『ブルーバード物語 日産対トヨタ技術者たちの熱き戦い』光人社、1997年12月。ISBN 4-7698-0837-2。
- 『ハイブリッドカーの時代 世界初量産車トヨタ「プリウス」開発物語』光人社、1999年11月。ISBN 4-7698-0940-9。

### 2000年代
- 『爆撃機入門 大空の決戦兵器徹底研究』光人社、2000年8月。ISBN 4-7698-0967-0。
- 『海軍航空予備学生 予備士官パイロットの生と死』光人社、2000年12月。ISBN 4-7698-0981-6。
- 『最後の二式大艇 海軍飛行艇の記録』光人社、2001年3月。ISBN 4-7698-0997-2。
- 『鷹が征く 大空の死闘 源田実VS柴田武雄』光人社、2000年4月。ISBN 4-7698-0955-7。
- 『ゼロ戦 もっとも美しかった戦闘機、栄光と凋落』光人社、2001年10月。ISBN 4-7698-1024-5。
- 『さらば空中戦艦富岳 幻のアメリカ本土大空襲』光人社〈光人社NF文庫〉、2002年2月。ISBN 4-7698-2335-5。
- 『戦闘機「隼」 昭和の名機その栄光と悲劇 新装版』光人社〈光人社NF文庫〉、2003年7月。ISBN 4-7698-2099-2。
- 『幻の戦闘機 「零戦」後の陸海軍機の開発秘話 新装版』光人社〈光人社NF文庫〉、2003年9月。ISBN 4-7698-2167-0。
- 『帰ってきた二式大艇 海上自衛隊飛行艇開発物語』光人社、2004年2月。ISBN 4-7698-1170-5。
- 『紫電改の六機 若き撃墜王と列機の生涯 新装版』光人社〈光人社NF文庫〉、2004年10月。ISBN 4-7698-2283-9。
- 『航空テクノロジーの戦い 「海軍空技廠」技術者とその周辺の人々の物語 新装版』光人社〈光人社NF文庫〉、2004年12月。ISBN 4-7698-2114-X。
- 『ペルシャ湾の軍艦旗 海上自衛隊掃海部隊の記録』光人社、2005年8月。ISBN 4-7698-1261-2。
- 『戦闘機入門 銀翼に刻まれた栄光 新装版』光人社〈光人社NF文庫〉、2005年10月。ISBN 4-7698-2153-0。
- 『迎撃戦闘機「雷電」 B29搭乗員を震撼させた海軍局地戦闘機始末 新装版』光人社〈光人社NF文庫〉、2006年2月。ISBN 4-7698-2262-6。
- 『戦闘機「飛燕」技術開発の戦い 日本唯一の液冷傑作機 新装版』光人社〈光人社NF文庫〉、2006年4月。ISBN 4-7698-2137-9。
- 『決戦機疾風航空技術の戦い 知られざる最高傑作機メカ物語 新装版』光人社〈光人社NF文庫〉、2007年6月。ISBN 978-4-7698-2122-9。
- 『「夢の超特急」、走る! 新幹線を作った男たち』文藝春秋〈文春文庫〉、2007年10月。ISBN 978-4-16-771748-3。
- 『日本の軍事テクノロジー 技術者たちの太平洋戦争 新装版』(ほか著) 光人社〈光人社NF文庫〉、2007年11月。ISBN 978-4-7698-2323-0。
- 『激闘海軍航空隊 「零戦」の柴田武雄と「紫電改」の源田実』光人社〈光人社NF文庫〉、2007年12月。ISBN 978-4-7698-2555-5。
- 『海軍航空予備学生 予備士官パイロットの生と死』光人社〈光人社NF文庫〉、2008年8月。ISBN 978-4-7698-2579-1。
- 『最後の二式大艇 海軍飛行艇の記録 新装版』光人社〈光人社NF文庫〉、2009年4月。ISBN 978-4-7698-2046-8。
- 『ハイブリッドカーの時代 世界初量産車トヨタ「プリウス」開発物語 新装版』光人社、2009年6月。ISBN 978-4-7698-1439-9。

### 2010年代
- 『本当にゼロ戦は名機だったのか もっとも美しかった戦闘機 栄光と凋落』光人社〈光人社NF文庫〉、2010年4月。ISBN 978-4-7698-2640-8。
- 『帰ってきた二式大艇 海上自衛隊飛行艇開発物語』光人社〈光人社NF文庫〉、2010年10月。ISBN 978-4-7698-2659-0。
- 『紫電改入門 最強戦闘機徹底研究 新装版』光人社〈光人社NF文庫〉、2011年10月。ISBN 978-4-7698-2403-9。
- 『飛龍天に在り 航空母艦「飛龍」の生涯』潮書房光人社〈光人社NF文庫〉、2013年8月。ISBN 978-4-7698-2800-6。
- 『最後の撃墜王 紫電改戦闘機隊長菅野直の生涯 新装版』潮書房光人社〈光人社NF文庫〉、2014年3月。ISBN 978-4-7698-2542-5。
- 『最後の戦闘機紫電改 起死回生に賭けた男たちの戦い 新装版』潮書房光人社〈光人社NF文庫〉、2014年5月。ISBN 978-4-7698-2519-7。
- 『ペルシャ湾の軍艦旗 海上自衛隊掃海部隊の記録』潮書房光人社〈光人社NF文庫〉、2015年1月。ISBN 978-4-7698-2872-3。
- 『新司偵 キ46技術開発と戦歴 新装版』潮書房光人社〈光人社NF文庫〉、2016年8月。ISBN 978-4-7698-2969-0。
- 『八機の機関科パイロット 海軍機関学校五十期の殉国 新装版』潮書房光人新社〈光人社NF文庫〉、2018年1月。ISBN 978-4-7698-3055-9。
- 『ゼロ戦の栄光と凋落 高性能にこだわり過ぎた戦闘機の運命』潮書房光人新社〈光人社NF文庫〉、2019年1月。ISBN 978-4-7698-3108-2。

### 2020年代
- 『爆撃機入門 大空の決戦兵器徹底研究』潮書房光人新社〈光人社NF文庫〉、2020年1月。ISBN 978-4-7698-3153-2。
- 『海軍空技廠 太平洋戦争を支えた頭脳集団』潮書房光人新社〈光人社NF文庫〉、2021年3月。ISBN 978-4-7698-3210-2。
- 『飛龍天に在り 航空母艦「飛龍」の生涯 新装版』潮書房光人新社〈光人社NF文庫〉、2021年6月。ISBN 978-4-7698-3224-9。